# Partula emersoni
Partula emersoni é uma espécie de gastrópode da família Partulidae.
É endémica de Micronésia.